# Collegio elettorale di San Vito al Tagliamento (Senato della Repubblica)
Il collegio elettorale di San Vito al Tagliamento fu un collegio elettorale del Senato della Repubblica operativo dal 1948 al 1963; fu istituito dal DPR 6 febbraio 1948, n. 30 (emanato nella vigenza della legge 6 febbraio 1948, n. 29). La legge 14 febbraio 1963, n. 55, nel disporre la revisione delle circoscrizioni dei collegi della regione Friuli-Venezia Giulia, determinò la soppressione del collegio, i cui comuni furono aggregati ai collegi preesistenti.

## Territorio
Il collegio comprendeva i seguenti comuni: Bertiolo, Casarsa della Delizia, Castelnuovo del Friuli, Chions, Clauzetto, Codroipo, Cordovado, Forgaria nel Friuli, Latisana, Lestizza, Meduno, Morsano al Tagliamento, Mortegliano, Pinzano al Tagliamento, Pravisdomini, Rivignano, Ronchis, San Giorgio della Richinvelda, San Vito al Tagliamento, Sedegliano, Sequals, Sesto al Reghena, Spilimbergo, Talmassons, Teor, Tramonti di Sopra, Tramonti di Sotto, Travesio, Valvasone, Varmo, Vito d'Asio. Ad essi vanno aggiunti, ancorché non menzionati, i comuni di Arzene e San Martino al Tagliamento, già ricostituitisi mediante scorporo da Valvasone.
In seguito alla soppressione del collegio, avvenuta nel 1963, tali comuni furono così distribuiti:
- Latisana, Lestizza, Lignano Sabbiadoro (eretto in comune nel 1959 per scorporo da Latisana), Mortegliano, Rivignano, Ronchis, Talmassons e Teor furono aggregati al collegio di Cividale del Friuli;
- Casarsa della Delizia, Chions, Cordovado, Morsano al Tagliamento, Pravisdomini, San Giorgio della Richinvelda, San Vito al Tagliamento, Sesto al Reghena e Valvasone, nonché Arzene e San Martino al Tagliamento, furono aggregati al collegio di Pordenone;
- Castelnuovo del Friuli, Clauzetto, Forgaria nel Friuli, Meduno, Pinzano al Tagliamento, Sequals, Tramonti di Sopra, Tramonti di Sotto, Travesio e Vito d'Asio furono aggregati al collegio di Tolmezzo;
- Bertiolo, Codroipo, Sedegliano, Spilimbergo e Varmo furono aggregati al collegio di Udine.

## Dati elettorali

### I legislatura
|                                                                                | Zefferino Tomè ✔️ Eletto | Democrazia Cristiana                             | 47 803 | 63,22 |  |  |  |  |  |
|                                                                                | Pietro Piacentini        | Fronte Democratico Popolare                      | 14 066 | 18,60 |  |  |  |  |  |
|                                                                                | Antonio Allatere         | Unità Socialista - Partito Repubblicano Italiano | 10 995 | 14,54 |  |  |  |  |  |
|                                                                                | Giuseppe Tomasini        | Blocco Nazionale                                 | 2 745  | 3,63  |  |  |  |  |  |
| Totale                                                                         | Totale                   | Totale                                           | 75 609 | 100   |  |  |  |  |  |
|                                                                                |                          |                                                  |        |       |  |  |  |  |  |
| Voti non validi                                                                | Voti non validi          | Voti non validi                                  | 4 119  | 5,17  |  |  |  |  |  |
| Votanti                                                                        | Votanti                  | Votanti                                          | 79 728 | 88,96 |  |  |  |  |  |
| Elettori                                                                       | Elettori                 | Elettori                                         | 89 621 |       |  |  |  |  |  |
|                                                                                |                          |                                                  |        |       |  |  |  |  |  |
| Nota: quorum del 65% non raggiunto; ripartizione dei seggi a livello regionale |                          |                                                  |        |       |  |  |  |  |  |
| Data: 18 aprile 1948                                                           |                          |                                                  |        |       |  |  |  |  |  |
| Fonte: Ministero dell'interno                                                  |                          |                                                  |        |       |  |  |  |  |  |

### II legislatura
|                                                                                | Zefferino Tomè ✔️ Eletto  | Democrazia Cristiana                    | 41 523 | 56,44 |  |  |  |  |  |
|                                                                                | Vittorio Marangone        | Partito Socialista Italiano             | 9 528  | 12,95 |  |  |  |  |  |
|                                                                                | Gino Beltrame             | Partito Comunista Italiano              | 7 731  | 10,51 |  |  |  |  |  |
|                                                                                | Giuseppe Ernesto Piemonte | Partito Socialista Democratico Italiano | 5 508  | 7,49  |  |  |  |  |  |
|                                                                                | Fausto Sabbatelli         | Movimento Sociale Italiano              | 4 164  | 5,66  |  |  |  |  |  |
|                                                                                | Sestilio Gabrielli        | Partito Nazionale Monarchico            | 2 388  | 3,25  |  |  |  |  |  |
|                                                                                | Umberto Zanfagnini        | Unità Popolare                          | 1 772  | 2,41  |  |  |  |  |  |
|                                                                                | Giuseppe Tomasini         | Partito Liberale Italiano               | 957    | 1,30  |  |  |  |  |  |
| Totale                                                                         | Totale                    | Totale                                  | 73 571 | 100   |  |  |  |  |  |
|                                                                                |                           |                                         |        |       |  |  |  |  |  |
| Voti non validi                                                                | Voti non validi           | Voti non validi                         | 4 121  | 5,30  |  |  |  |  |  |
| Votanti                                                                        | Votanti                   | Votanti                                 | 77 692 | 87,10 |  |  |  |  |  |
| Elettori                                                                       | Elettori                  | Elettori                                | 89 196 |       |  |  |  |  |  |
|                                                                                |                           |                                         |        |       |  |  |  |  |  |
| Nota: quorum del 65% non raggiunto; ripartizione dei seggi a livello regionale |                           |                                         |        |       |  |  |  |  |  |
| Data: 7 giugno 1953                                                            |                           |                                         |        |       |  |  |  |  |  |
| Fonte: Ministero dell'interno                                                  |                           |                                         |        |       |  |  |  |  |  |

### III legislatura
|                                                                                | Giuseppe Garlato ✔️ Eletto  | Democrazia Cristiana                    | 40 782 | 56,56 |  |  |  |  |  |
|                                                                                | Fermo Solari                | Partito Socialista Italiano             | 11 211 | 15,55 |  |  |  |  |  |
|                                                                                | Mario Giovanni Lizzero      | Partito Comunista Italiano              | 7 014  | 9,73  |  |  |  |  |  |
|                                                                                | Umberto Fernando Morando    | Partito Socialista Democratico Italiano | 6 363  | 8,82  |  |  |  |  |  |
|                                                                                | Adriano Quarantotto         | Movimento Sociale Italiano              | 3 393  | 4,71  |  |  |  |  |  |
|                                                                                | Luciano Marin               | Partito Liberale Italiano               | 2 019  | 2,80  |  |  |  |  |  |
|                                                                                | Guglielmo Giovanni Cedolini | Partito Nazionale Monarchico            | 1 322  | 1,83  |  |  |  |  |  |
| Totale                                                                         | Totale                      | Totale                                  | 72 104 | 100   |  |  |  |  |  |
|                                                                                |                             |                                         |        |       |  |  |  |  |  |
| Voti non validi                                                                | Voti non validi             | Voti non validi                         | 3 115  | 4,14  |  |  |  |  |  |
| Votanti                                                                        | Votanti                     | Votanti                                 | 75 219 | 83,20 |  |  |  |  |  |
| Elettori                                                                       | Elettori                    | Elettori                                | 90 411 |       |  |  |  |  |  |
|                                                                                |                             |                                         |        |       |  |  |  |  |  |
| Nota: quorum del 65% non raggiunto; ripartizione dei seggi a livello regionale |                             |                                         |        |       |  |  |  |  |  |
| Data: 25 maggio 1958                                                           |                             |                                         |        |       |  |  |  |  |  |
| Fonte: Ministero dell'interno                                                  |                             |                                         |        |       |  |  |  |  |  |